# Яків Тарновський
Я́ків Степа́нович Тарно́вський (бл. 1720 — після 1780) — державний діяч Гетьманщини, генеральний бунчужний (1762-1779) за правління гетьмана Кирила Розумовського та Другої Малоросійської колегії.

## Походження

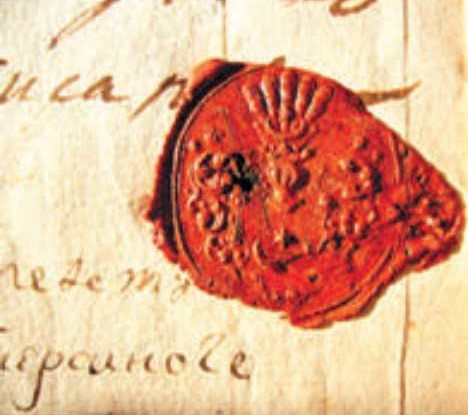
Печатка Якова Тарновського з гербом Леліва, 1767

Син Степана Васильовича Тарновського (? — 1730) — бунчукового товариша, реєнта Генеральної військової канцелярії (1728). Мати — Гафія Степанівна Бутович-Тарновська, донька генерального осавула Степана Бутовича.
Козацько-шляхетський рід Тарновських бере початок від Івана Йосиповича Тарновського-Ляшка, військового товариша Прилуцького полку (1661). Представники роду вважали себе відгалуженням відомого магнатського графського роду Речі Посполитої Тарновських гербу Леліва. Лелівою користувався і Яків Тарновський, цей герб зображений на його особистій печатці 1767 року.

## Життєпис
Навчався у Києво-Могилянській академії. З 1740 — канцелярист Генеральної військової канцелярії. 1741 дістав чин бунчукового товариша. З 1751 — управитель господарства (економії) гетьмана Кирила Розумовського.
5 березня 1762 призначений гетьманом на уряд генерального бунчужного. В результаті адміністративної реформи Розумовського у грудні 1763 увійшов до Нижчої генеральної старшини — разом з генеральними осавулами Іваном Журавкою та Іваном Скоропадським, а також — генеральним хорунжим Данилом Апостолом, керував козацьким військом. Після створення Другої Малоросійської колегії у 1764 разом зі Скоропадським очолив «слідчу комісію про козацькі образи» (захищала козаків від утисків і зловживань з боку козацьких старшин).
1767 обраний депутатом до законодавчої (уложенної) комісії Російської імперії від шляхти Прилуцького полку. 1779 посада генерального бунчужного була ліквідована Малоросійською колегією. Замість неї Тарновський дістав посаду президента Військової судової комісії, що розглядала справи козацької старшини згідно з нормами російського військового статуту. Дата смерті невідома.

## Маєтки
У спадок від батька отримав села Манжосівку у Прилуцькій полковій сотні, Білоцерківці у Першій Пирятинській сотні Лубенського полку, Деревини у Городнянській сотні Чернігівського полку.
У 1740 також володів Овтуничами у Городнянській сотні. Мав приїжджий двір і шинок у Гадячі, приїжджий двір і 5-х підданих у селі Велбівці (?), шинок у містечку Липовій Долині Гадяцького полку.
У 1745 у Білоцерківцях володів приїжджим двором і 33-ма дворами підданих посполитих. У селі Яцинах Першої Пирятинської сотні — чотирма дворами посполитих. 1747 абшитований полковник Гнат Ґалаґан захопив і розорив у нього сіножать.
У 1760 володів у селі Боромиках Седнівської сотні двома дворами посполитих, в Городнянської сотні Овтуничах — десятьма, Переписі — сімома, Деревинах — 18-ма, Деревинській слободі — трьома хатами. 1767 у Деревинах вже мав 27 дворів і 7 хат підданих.

## Родина
Приблизно 1740 року одружився з Оленою — донькою полтавського полковника Василя Кочубея. Подружжя мало синів Степана та Василя, доньку Марту.
- Син Степан (бл. 1740 — ?) — ротмістр кірасирського полку РІА (1785), маршалок дворянства Київської губернії (1791-1792);
- Син Василь (1751 — ?) — випускник Кенігсберзького університету, бунчуковий товариш, член Генеральної лічильної комісії (1778-1779), маршалок дворянства Чернігівської губернії (1790-1795);
- Донька Марта (? — 1834) — дружина Андрія Милорадовича, секунд-майора, маршалка дворянства Глинського повіту Чернігівського намісництва.

Онук — меценат, друг Тараса Шевченка Григорій Тарновський. Правнук — етнограф, історик, меценат, друг Т. Шевченка та П. Куліша Василь Тарновський. Праправнук — меценат і колекціонер українських старожитностей Василь Тарновський-молодший.